# Thomas Cornell

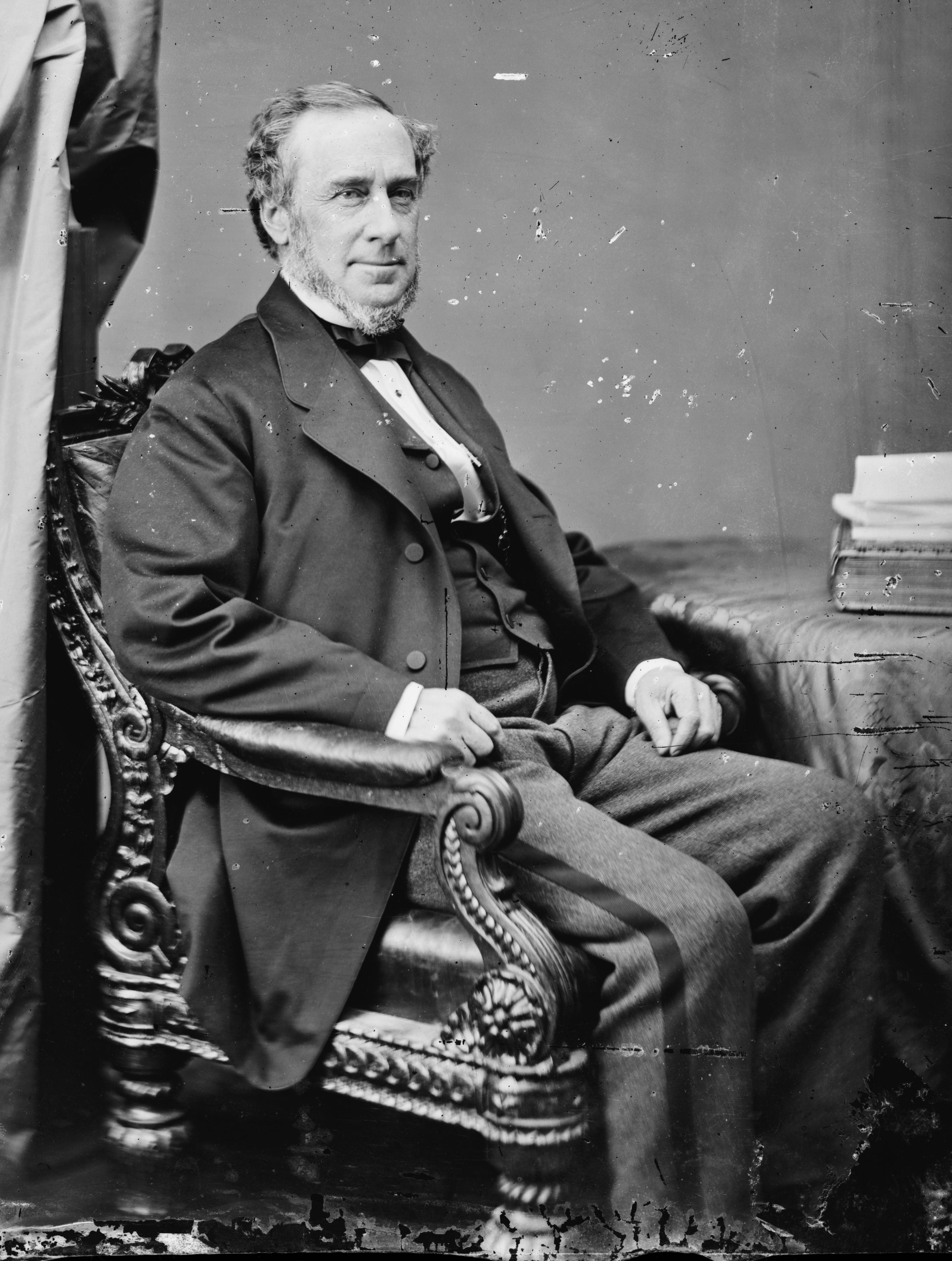
Thomas Cornell

Thomas C. Cornell (* 27. Januar 1814 in White Plains, New York; † 30. März 1890 in Kingston, New York) war ein US-amerikanischer Politiker. Er vertrat zwischen 1867 und 1869 sowie zwischen 1881 und 1883 den Bundesstaat New York im US-Repräsentantenhaus.

## Werdegang
Thomas C. Cornell wurde während des Britisch-Amerikanischen Krieges in White Plains geboren und wuchs dort auf. In dieser Zeit besuchte er öffentliche Schulen. 1843 war er im Dampfschiffgeschäft zwischen Rondout und New York City tätig, verfolgte aber auch Eisenbahn- und Bankgeschäfte. Während des Bürgerkrieges hatte er ein Offizierspatent als Major in der Nationalgarde von New York.
Politisch gehörte er der Republikanischen Partei an. Bei den Kongresswahlen des Jahres 1866 für den 40. Kongress wurde Cornell im 13. Wahlbezirk von New York in das US-Repräsentantenhaus in Washington, D.C. gewählt, wo er am 4. März 1867 die Nachfolge von Edwin N. Hubbell antrat. Im Jahr 1868 erlitt er bei seiner Wiederwahlkandidatur eine Niederlage und schied nach dem 3. März 1869 aus dem Kongress aus. Er kandidierte 1880 im 15. Wahlbezirk von New York für den 47. Kongress. Nach einer erfolgreichen Wahl trat er am 4. März 1881 die Nachfolge von William Lounsbery an. Da er auf eine erneute Kandidatur im Jahr 1882 verzichtete, schied er nach dem 3. März 1883 aus dem Kongres aus.
Nach seiner Kongresszeit ging er wieder seinem Dampfschiffsgeschäft nach, verfolgte aber auch in Kingston Bankgeschäfte. Als Delegierter nahm er 1884 an der Republican National Convention in Chicago teil. Er verstarb am 30. März 1890 in Kingston und wurde dann auf dem Montrepose Cemetery beigesetzt.